# Canadá nos Jogos Olímpicos de Verão de 1912
O Canadá participou dos Jogos Olímpicos de Verão de 1912 em Estocolmo, na Suécia. Conquistou três medalhas de ouro, duas medalhas de prata e três de bronze, somando oito medalhas no total.

## Medalhistas

### Ouro
- George Goulding — Atletismo, Marcha de 10km
- George Hodgson — Swimming, 400m estilo livre masculino
- George Hodgson — Swimming, 1500m estilo livre masculino

### Prata
- Duncan Gillis — Atletismo, Lançamento masculino de martelo
- Calvin Bricker — Atletismo, Pulo em distância

### Bronze
- Frank Lukeman — Atletismo, Pentatlo masculino
- William Halpenny — Atletismo, Salto com vara masculino
- Everard Butler — Remo